# Bouillotte (jeu de cartes)
La bouillotte est un jeu cartes français apparu au XVIIIe siècle et basé sur le brelan,. Il est très populaire au moment de la Révolution française et de nouveau pendant quelques années à partir de 1830. Il est alors également populaire aux États-Unis. 
Le jeu est considéré comme l'un des jeux ayant influencé les variations du poker avec des cartes communes,. Le jeu a également donné naissance à la lampe bouillotte, constituée d'un ou plusieurs chandeliers, et à la table guéridon dite "bouillotte". 

## Jeu
Un jeu de piquets est utilisé, réduit à vingt cartes en supprimant les sept, dix et valets. Quand cinq personnes jouent, les valets ne sont pas retirés, et quand trois jouent, les reines sont également éliminées. En général, le jeu se joue cependant à quatre. 
L'as est la carte la plus élevée en jeu et en coupe. Deux jeux sont généralement utilisés, de sorte que lorsqu'un est utilisé, l'autre peut être mélangé. Des compteurs ou des jetons, comme au poker, sont utilisés. 
Pour déterminer où s'assoit une personne, une séquence de cartes est retirée du jeu, égale au nombre de joueurs (par exemple, avec 4 joueurs, un as, un roi, une reine et neuf sont pris, etc.). Ils sont mélangés et chaque joueur en tire un. Le joueur avec l'as choisit où s'asseoir en premier, etc. Le premier croupier est le joueur avec le roi.
Avant la distribution, chaque joueur doit mettre un "antes" puis chaque suivant peut "relancer" le pot. Ceux qui ne désirent pas suivre passent. Trois cartes sont distribuées à chaque joueur, et une treizième, appelée le retourné, lorsque quatre jouent, est retournée. Chaque joueur doit alors miser, suivre, relancer ou abandonner. Ensuite, les mains sont montrées et la meilleure main l'emporte. Les mains se classent comme suit : 
- Brélan Carré, quatre d'une sorte, l'un étant le retourné ;
- Simple Brélan, trois d'une sorte, l'as étant haut ;
- Brélan Favori, trois d'une sorte, l'un étant le retourné[3]

## Galerie

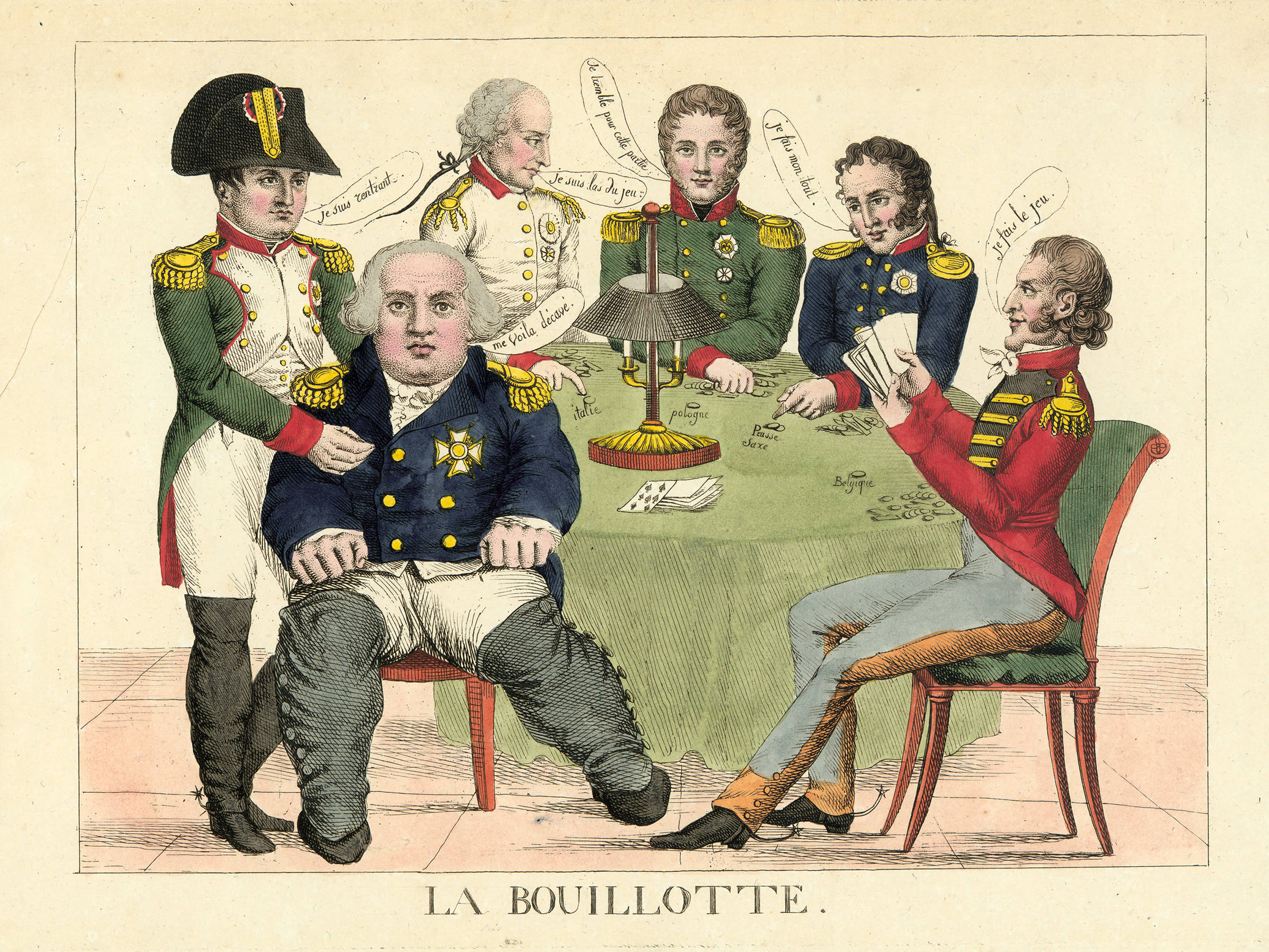
Caricature de Napoléon Ier impliquant un jeu de bouillotte (1815).
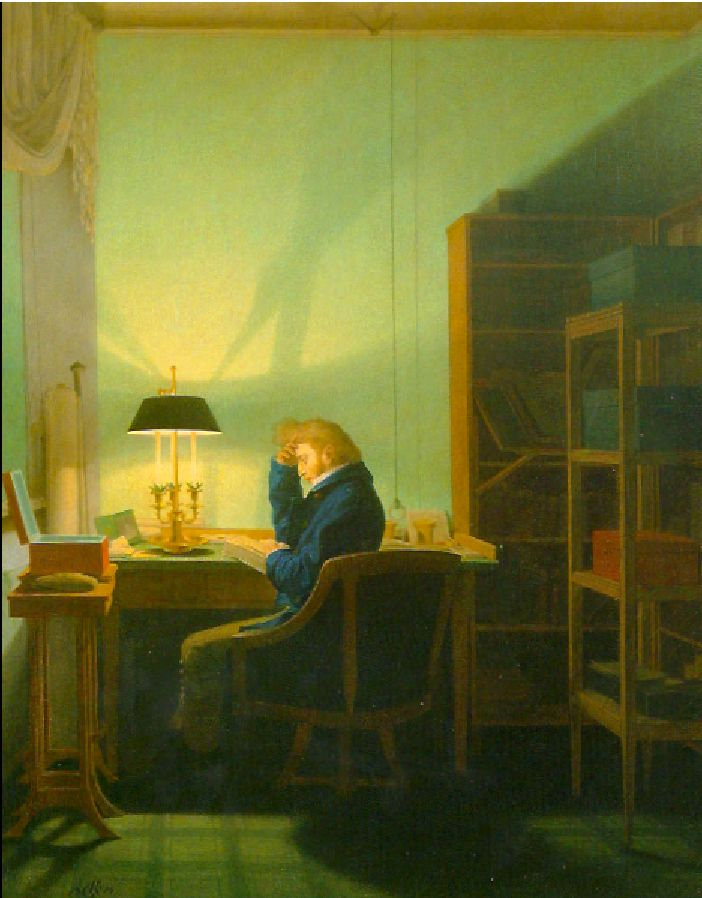
Peinture montrant une lampe bouillotte.
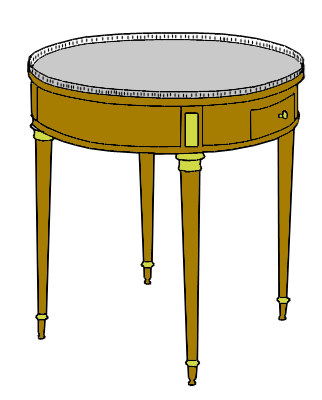
Une table bouillotte.